# Dunărea albastră

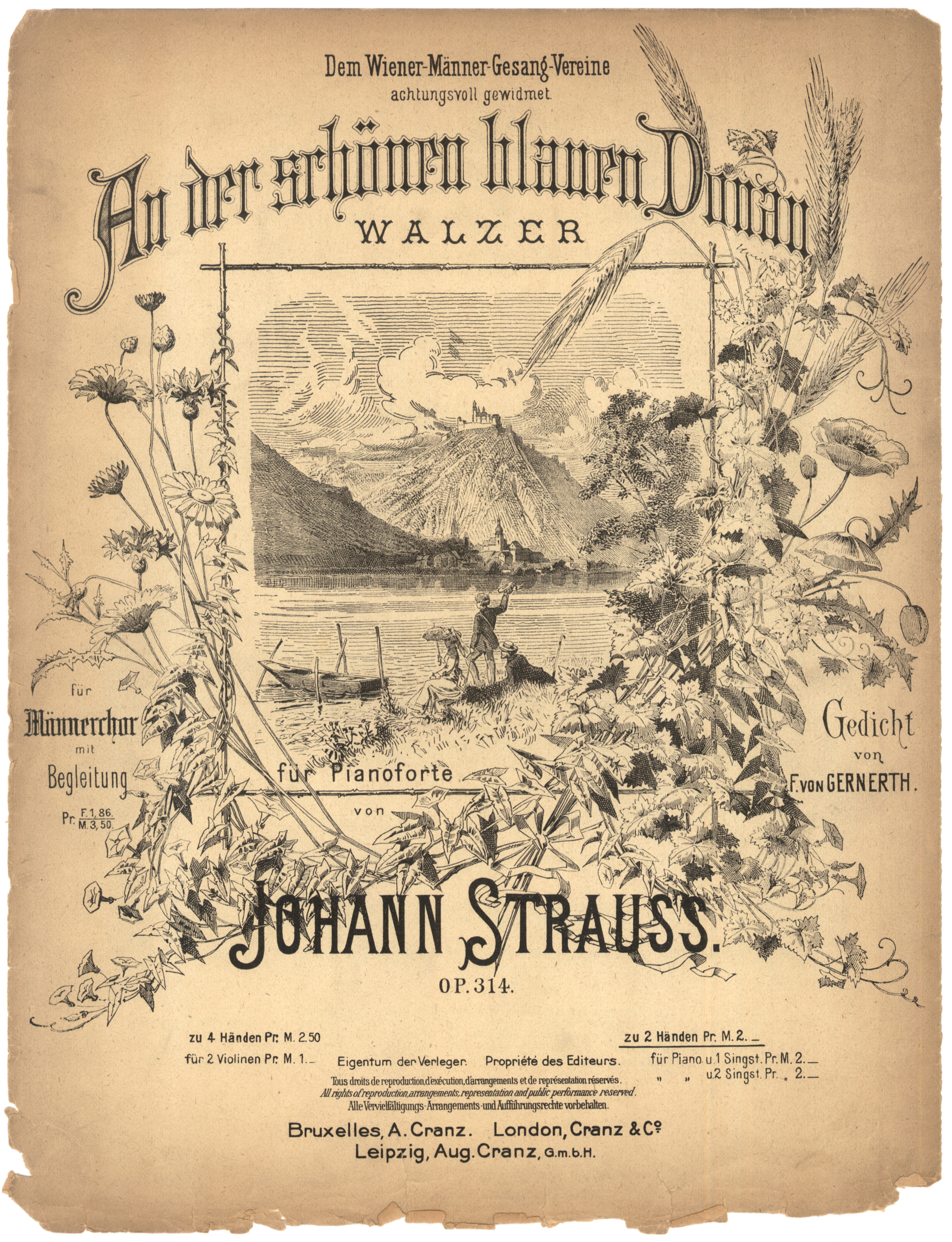
Coperta

Dunărea albastră (în germană An der schönen blauen Donau, în traducere completă „La frumoasa Dunăre albastră”), op. 314 este un vals compus în 1866 de compozitorul austriac Johann Strauss (fiul). Interpretat în premieră la 13 februarie 1867 într-un concert al Coralei de Bărbați Viena (în germană Wiener Männergesangsverein), este una dintre cele mai populare piese muzicale din repertoriul clasic. 
După compunerea muzicii textul a fost adăugat de Joseph Weyl, poetul Coralei. Strauss a mai adăugat apoi muzică, iar Weyl a trebuit să modifice unele cuvinte. Strauss a realizat și o adaptare pur instrumentală pentru Târgul Mondial din Paris din același an, formă în care a obținut succesul maxim. Această versiune instrumentală este cea mai frecvent interpretată astăzi. 
Conotațiile sentimentale vieneze ale piesei au transformat-o într-un simbol muzical al Austriei. Este inclusă în mod tradițional în bisurile de la Concertul de Anul Nou al Filarmonicii din Viena. Primele note compun semnalul de interval al programelor Österreichischer Rundfunk pentru străinătate. În noaptea de Anul Nou valsul este difuzat în Austria la radio și televiziune exact la miezul nopții.
Când strănepoata lui Strauss, Alice von Meyszner-Strauss, i-a cerut compozitorului Johannes Brahms să-i dea un autograf pe evantai, acesta a scris primele note din Dunărea albastră, adăugând cuvintele Leider nicht von Johannes Brahms („din păcate, nu de Johannes Brahms”).
„Dunărea albastră” a fost folosită în filmul „2001: O odisee spațială”, acompaniind o scenă în care o navă spațială PanAm se cuplează la o stație spațială, precum și călătoria lui către Lună și genericul de final al filmului.